# Ericaella kaxinawa
Ericaella kaxinawa är en spindelart som beskrevs av Alexandre B. Bonaldo 1997. Ericaella kaxinawa ingår i släktet Ericaella och familjen sporrspindlar. Inga underarter finns listade i Catalogue of Life.